# Armorial des communes de la province de Flandre-Orientale
- Il y a un (des) conflit(s) entre une figure et son blasonnement.

Cette page donne les armoiries (figures et blasonnements) des communes de la Province de Flandre-Orientale.
- Haut – A
- B
- C
- D
- E
- F
- G
- H
- I
- J
- K
- L
- M
- N
- O
- P
- Q
- R
- S
- T
- U
- V
- W
- X
- Y
- Z

## A
| Blason de Aalter | Blason  | De gueules à la croix ancrée d’argent, au chef d’or au lion leopardé de sable, armé et lampassé de gueules. |
| Blason de Aalter | Détails | DM 08.07.1986                                                                                               |

| Blason de Alost | Blason  | D'argent à l'épée de gueules en pal, accompagné de deux écussons d'or haussés, à dextre à l'aigle bicéphale de sable, membrée et becquée de gueules, à senestre au lion de sable, armé et lampassé de gueules. |
| Blason de Alost | Détails | DM 08.07.1986 |

| Blason de Assenede | Blason  | D'argent au lion de sable tenant dans sa patte dextre une aigle bicéphale du même. |
| Blason de Assenede | Détails | DM 08.07.1986                                                                      |

| Blason de Audenarde | Blason  | Fascé de gueules et d'or au lion de sable armé et lampassé de gueules. L'écu timbré d'une couronne murale à cinq tours d'or, sommée de lunettes du même. Tenants: deux hommes sauvages de chair, habillés et couronnés de feuilles de sinoples et s'appuyant sur une massue au naturel. Le tout soutenu d'une terrasse de sinople. |
| Blason de Audenarde | Détails | DM 21.06.1994 |

## B
| Blason de Berlare | Blason  | Coupé: 1. D'argent à un saint Martin au mendiant, le tout au naturel. 2. Parti: a. de sable à six coquilles d'argent, posées 3,2 et 1. b. D'azur à un lion d'or, armé et lampassé de gueules, à une bande de gueules brochant sur le tout, chargée de trois croix pattées d'argent rangées en bande. |
| Blason de Berlare | Détails | DM 04.11.1995 |

| Blason de Beveren | Blason  | Fascé d'or et d'azur de huit pièces au sautoir de gueules brochant. |
| Blason de Beveren | Détails | DM 22.01.1981                                                       |

| Blason de Brakel | Blason  | De gueules à 4 chevrons d'argent. |
| Blason de Brakel | Détails | DM 08.07.1986                     |

| Blason de Buggenhout | Blason  | De sable à un lion d'argent à la queue fourchue passée en sautoir armé,couronné et lampassé d'or. L'écu timbré d'une couronne d'or à cinq fleurons. |
| Blason de Buggenhout | Détails | DM 15.07.1995 |

## D
| Blason de Deinze | Blason  | D'argent à une aigle bicéphale de sable accompagnée de roses 1 et 2 de gueules. |
| Blason de Deinze | Détails | DM 04.01.1995                                                                   |

| Blason de Denderleeuw | Blason  | Parti: 1. De gueules à trois lions d'or, armés et lampassés d'azur. 2. De sable au chef d'argent chargé d'un lambel du champ. |
| Blason de Denderleeuw | Détails | DM 17.10.1986 |

| Blason de Destelbergen | Blason  | Ecartelé: 1. et 4. De gueules à tois clefs d'or. 2. et 3. De sable au chef herminé de sept pièces, posées 4 et 3. |
| Blason de Destelbergen | Détails | DM 16.09.1988 |

## E
| Blason de Eeklo | Blason  | D'argent, d'or au lion de sable armé et lampassé de gueules en cœur, entouré de deux branches de chêne de sinople. |
| Blason de Eeklo | Détails | DM 21.06.1994 |

| Blason de Erpe-Mere | Blason  | D'argent au lion de gueules accompagné à dextre d'une épée du même et entouré de huit étoiles à cinq branches d'azur. |
| Blason de Erpe-Mere | Détails | DM 08.05.1981 |

| Blason de Evergem | Blason  | Ecartelé: 1. D'or au sanglier passant de sable défendu d'argent. 2. De sable à trois couronnes fleuronnées d'argent. 3. D'azur à un pélican et ses trois petits, le tout d'or. 4. D'or au lion de sable, armé et lampassé de gueules. |
| Blason de Evergem | Détails | DM 12.09.1981 |

## G
| Blason de Gand | Blason  | De sable a un lion d'argent lampassé de gueules, armé et couronné d'or, portant au cou un collier avec une croix du même pendante sur sa poitrine. Tenants: La Vierge de Gand Assise au naturel, le bras sénestre reposant sur l'épaule sénestre du lion de Gand assis, la bannière de Flandres entre les deux. Le tout placé sur une terrasse entourée d'une palissage clôturée au naturel. Devise: TROUW EN LIEFDE en lettres d'argent sur un listel de sable. |
| Blason de Gand | Détails | DM 25.09.1991 |

| Blason de Gavere | Blason  | De gueules aux trois lions d'argent posés deux et un. L'écu timbré d'une couronne à cinq fleurons d'or. |
| Blason de Gavere | Détails | DM 21.06.1994                                                                                           |

| Blason de Grammont | Blason  | D'argent à une croix de calvaire de gueules à trois marches du même, accompagnée, à dextre d'or à une aigle bicéphale de sable et à senestre d'or à un lion de sable. L'écu timbré d'une couronne murale d'or à cinq tours. |
| Blason de Grammont | Détails | DM 03.12.1987 |

## H
| Blason de Haaltert | Blason  | D'argent aux trois lions de gueules armés et lampassés d'azur, posés deux et un. |
| Blason de Haaltert | Détails | DM 03.12.1987                                                                    |

| Blason de Hamme | Blason  | Parti: 1. D'argent à une tige de chanvre et à une tige de lin, toutes deux de sinople, posées en pal. La première terminée par une fleur d'argent, pendant à dextre, la deuxième d'une fleur d'azur, pendant à sénestre. 2. D'azur au chef d'argent herminé de 7 pièces, posées 4 et 3. |
| Blason de Hamme | Détails | DM 16.06.1979 |

| Blason de Hautem-Saint-Liévin | Blason  | Ecartelé: 1. et 4. D'azur au lion fascé d'argent et de gueules, armés, lampassés et couronnés d'or. 2. d'azur au chevron d'or accompagné de trois tête de sangliers lampassés de gueules et défendus du champ. 3. De gueules à trois clefs d'or. |
| Blason de Hautem-Saint-Liévin | Détails | DM 03.10.1981 |

| Blason de Herzele | Blason  | De gueules au chevron d'or. |
| Blason de Herzele | Détails | DM 16.09.1988               |

| Blason de Horebeke | Blason  | D'or au double orle fleurdelisé et contrefleurdelisé de sinople au chevron de gueules brochant sur le tout. |
| Blason de Horebeke | Détails | DM 08.07.1986                                                                                               |

## K
| Blason de Kaprijke | Blason  | D'argent à huit capuchons, alternativement d'azur et de gueules, posés en bordure, chargé d'un écusson d'or au lion rampant de sable, armé et lampassé de gueules. Armes parlantes. |
| Blason de Kaprijke | Détails | DM |

| Blason de Kluisbergen | Blason  | Parti: 1. D'azur à la fasce d'or, accompagnée de trois croissants de lune d'argent. 2. de sable au cor de chasse d'argent, enguiché et virolé d'or, lié de gueules, et au chef d'or. |
| Blason de Kluisbergen | Détails | DM 08.11.1989 |

| Blason de Knesselare | Blason  | Parti: 1. D'or au sautoir de gueules. 2. de gueules au chef d'argent chargé de trois merlettes du champ. |
| Blason de Knesselare | Détails | DM 08.07.1986                                                                                            |

| Blason de Kruibeke | Blason  | Cooupé de gueules et d'argent. L'écu timbré d'une licorne d'argent issante. |
| Blason de Kruibeke | Détails | DM 08.11.1989                                                               |

| Blason de Kruishoutem | Blason  | Ecartelé: 1. D'or au lion de sable, armé et lampassé de gueules. 2. D'or à la croix de gueules, cantonnée de seize aigle éployées d'azur. 3. D'hermine à la croix de gueules, chargée de cinq roses d'or. 4. De gueules à dix carreaux d'argent, posés 3,3,3,1. De gueules à la fasce d'or sur le tout. L'écu timbré d'une couronne à neuf perles, dont cinq placées entre les points pliés des renflements et quatre placés dans chacun des renflements. Tenants : deux hommes sauvage de chair, habillés de feuilles de sinople et s'appuyant sur une massue au naturel |
| Blason de Kruishoutem | Détails | DM 16.06.1979 |

## L
| Blason de Laerne | Blason  | D'or au lion de gueules, à la bordure de sable. L'écu timbré d'une couronne baronniale des Pays-Bas autrichien et soutenu par deux lions d'or. |
| Blason de Laerne | Détails | DM 08.07.1986 |

| Blason de Laethem-Saint-Martin | Blason  | Ecartelé: 1. D'azur au lion fascé de sept pièces d'argent et de gueules, armé, lampassé et couronné d'or. 2. De sinople à la croix d'or. 3. D'argent à la croix de gueules. 4. De gueules à trois clefs d'or. |
| Blason de Laethem-Saint-Martin | Détails | DM 08.07.1986 |

| Blason de La Pinte | Blason  | De gueules à trois étoiles à huit raies, accompagnées de douze billettes d'argent, 4, 1, 2, 2, 2 et 1. L'écu surmonté d'un couronne à 13 perles dont trois surélevées et soutenu par deux lions d'or, armés et lampassés de gueules. |
| Blason de La Pinte | Détails | DM 17.10.1986 |

| Blason de Lebbeke | Blason  | D'azur à une Notre-Dame debout couronnée, portant l'enfant Jésus de la sénestre et un sceptre de la dextre, le tout d'or. |
| Blason de Lebbeke | Détails | DM 04.01.1995 |

| Blason de Lede | Blason  | D'azur à trois potences d'or. L'écu timbré d'une couronne d'or à trois fleurons séparés de trois perles posées 1 et 2. |
| Blason de Lede | Détails | DM 08.07.1986 |

| Blason de Lierde | Blason  | Parti: 1. D'argent à une épée de gueules accompagnée en chef de deux écus, à dextre d'or à l'aigle bicéphale de sable, lampassé, becqué et patté de gueules, à sénestre d'or au lion de sable, armé et lampassé de gueules. 2. D'or à l'écu de gueules en cœur. |
| Blason de Lierde | Détails | DM 08.07.1986 |

| Blason de Lochristi | Blason  | Parti: 1. de gueules à trois clefs d'or. 2. D'azur au lion fascé de sept pièces d'argent et de gueumes, armé, lampassé et couronné d'o. |
| Blason de Lochristi | Détails | DM 16.09.1988 |

| Blason de Lokeren | Blason  | D'argent à une grille avec poignée de sable. L'écu timbré d'un navet d'argent, feuillé de sinople |
| Blason de Lokeren | Détails | DM 08.07.1986                                                                                     |

| Blason de Lovendegem | Blason  | Ecartelé: 1. et 4. D'azur à un brachet passant d'or colleté de gueules. 2. et 3. de sable au chevron d'argent chargé de trois coquilles de gueules. D'or à l'aigle bicéphale de sable sur le tout. L'écu timbré d'une couronne baronniale des Pays-Bas autrichien et soutenu par deux lions d'or, armés et lampassés de gueules. |
| Blason de Lovendegem | Détails | DM 16.09.1988 |

## M
| Blason de Maarkedal | Blason  | Ecartelé: 1. et 4. D'or à une croix de sable. 2. et 3. D'or à 6 burelles de gueules. Ecusson: D'or à l'orle double fleurdelisé et contrefleurdelisé de sinople, au chevron de gueules brochant le tout. |
| Blason de Maarkedal | Détails | DM 03.12.1987 |

| Blason de Maldegem | Blason  | D'or à la croix de gueules accompagnée de douze merlettes posées en orle du même. |
| Blason de Maldegem | Détails | DM 08.11.1989                                                                     |

| Blason de Melle | Blason  | D'or à quatre chevrons de gueules, le premier coupé du chef. |
| Blason de Melle | Détails | DM 03.02.1981                                                |

| Blason de Merelbeke | Blason  | D'or au lion de sable armé et lampassé de gueules, à la bordure engrelée de gueules. L'écu tenu par un lion de sable, assis et de face, tenant de sa dextre une bannière, écartelé: 1. et 4. d'azur à trois étoiles à six pointes d'or. 2. et 3. d'azur au lion contourné d'or lampassé de gueules, une barre de gueules brochant sur le tout, chargée en chef d'une comète d'or et en pointe d'un rocher à trois sommets du même. Ecusson: D'or à un lion contourné de sable, armé et lampassé de gueules, à la bordure engrelée de sable. |
| Blason de Merelbeke | Détails | DM 25.09.1991 |

| Blason de Moerbeke-Waas | Blason  | D'argent à deux pelles posées en sautoir accompagnées en chef d'un radis feuillé, le tout au naturel |
| Blason de Moerbeke-Waas | Détails | DC 07.06.1993 - DM 13.10.1994 - MB 21.06.1994                                                        |

## N
| Blason de Nazareth | Blason  | Parti: 1. D'or à trois roses de gueules, boutonnées du champ et feuillée de sinople, au chef de gueules au lion passant regardant d'or, lampassé de gueules. 2. De sable au chevron d'or, accompagnée en chef d'une branche de chêne fruitée et feuillée de deux pièces et d'une étoile à six branches, le tout d'or, et en pointe d'une patte d'aigle de d'argent, qui est: Kervyn. |
| Blason de Nazareth | Détails | DM 07.11.1977 - AR 23.05.1978 - MB 25.08.1978 |

| Blason de Nevele | Blason  | D'or à la croix de gueules accompagnée de quatre lion du même. |
| Blason de Nevele | Détails | DM 19.09.1977 - AR 03.07.1978 - MB 06.09.1978                  |

| Blason de Ninove | Blason  | Parti: 1. D'or à l'aigle bicéphale de sable. 2. D'or au lion de sable. L'écu timbré d'une couronne murale à cinq tours d'or. |
| Blason de Ninove | Détails | DM 25.06.1987 - DM 17.11.1987 - MB 16.09.1988                                                                                |

## O
| Blason de Oosterzele | Blason  | Ecartelé: 1. et 4. d'azur à trois étoiles à six pointes d'or. 2. et 3. d'azur au lion contourné d'or lampassé de gueules, une barre de gueules brochant sur le tout, chargée en chef d'une comète d'or et en pointe d'un rocher à trois sommets du même. Ecusson: D'or à un lion contourné de sable, armé et lampassé de gueules, à la bordure engrelée de sable. |
| Blason de Oosterzele | Détails | DM 18.06.1980 - AR 01.12.1980 - MB 22.01.1981 (sans me blasonnement) |

## R
| Blason de Renaix | Blason  | D'or, à une aigle, à deux têtes de sable, languée, becquée, membrée et onglée de gueules, l'écu timbré d'un couronne d'or. |
| Blason de Renaix | Détails | DM 22.11.1837 - AR 13.04.1838 Note: Blasonnement en Français                                                               |

## S
| Blason de Saint-Gilles-Waes | Blason  | D'azur à un Saint Gilles d'or, accompagné à dextre d'un radis d'argent, feuillé de sinople. |
| Blason de Saint-Gilles-Waes | Détails | DM 04.06.1987 - DM 01.10.1991 - MB 04.01.1995                                               |

| Blason de Saint-Laurent | Blason  | Parti: 1. d'argent à la bande d'azur. 2. de gueules fascé de cinq pièces ondulées d'argent et d’azur, accompagné en chef d'une étoile à cinq branches et d'un croissant de lune et en pointe d'une fleur de lys, le tout d'or. L'écu placé devant un Saint Laurent d'or. |
| Blason de Saint-Laurent | Détails | DM 10.05.1984 - DM 07.05.1985 - MB 08.07.1986 |

| Blason de Saint-Nicolas | Blason  | D'azur à un Saint Nicolas accompagné à dextre d'un bac contenant trois enfants, posés sur une terrasse isolée, et à sénestre d'un radis, le tout d'or. L'écu timbré d'une couronne murale à cinq tour d'or. |
| Blason de Saint-Nicolas | Détails | DM 26.10.1979 - AR 09.12.1980 - MB 29..01.1981 (sans le blasonnement) |

| Blason de Stekene | Blason  | D'azur à trois poissons contournés nageant d'or, posés l'un sur l'autre. |
| Blason de Stekene | Détails | DM 07.03.1985 - DM 02.09.1985 - MB 08.07.1986                            |

## T
| Blason de Tamise | Blason  | D'azur à la clef d'or posée en pal.           |
| Blason de Tamise | Détails | DM 07.11.1977 - AR 13.07.1978 - MB 06.09.1978 |

| Blason de Termonde | Blason  | D’argent à la fasce de gueules. L'écu timbré d'une couronne murale à cinq tours d'or et tenus par deux lions du même. |
| Blason de Termonde | Détails | DM 13.04.1989 - DM 13.06.1989 - MB 08.11.1989                                                                         |

## W
| Blason de Waarschoot | Blason  | De sinople à une Notre-Dame à l'Enfant, tous deux nimbés, assis dans un jardin de fleurs, le tout d'or, A l'écusson posé en pointe de sable à la forteresse d'argent. |
| Blason de Waarschoot | Détails | DM 27.05.1982 - DM 03.06.1985 - MB 08.07.1986 |

| Blason de Wachtebeke | Blason  | D'or à un lion de sable, armé et lampassé de gueules, tenant de la dextre une aigle bicéphale de sable, becquée et membrée de gueules. L'écu posé devant une Saint Catherine d'Alexandrie. |
| Blason de Wachtebeke | Détails | DM 27.10.1992 - DM 01.03.1993 - MB 21.06.1994 |

| Blason de Waesmunster | Blason  | D'or à la sirène tenant de la sénestre un radis feuillé, le tout au naturel. |
| Blason de Waesmunster | Détails | DM 28.08.1992 - DM 01.03.1993 - MB 21.06.1994                                |

| Blason de Wetteren | Blason  | D'or à une Sainte Gertrude en abbesse au naturel, accompagnée à dextre du chiffre romain X et à sénestre du chiffre romain IIII, sur une terrasse isolée. |
| Blason de Wetteren | Détails | DM 25.10.1984 - DM 05.03.1985 - MB 08.07.1986 |

| Blason de Wichelen | Blason  | Coupé: 1. D'or à deux lions adossés de gueules, armés et lampassés d'azur, les queues croisées. 2. D'azur à trois croix de Saint Antoine d'or. |
| Blason de Wichelen | Détails | DM 17.06.1982 - DM 03.12.1984 - MB 08.07.1986                                                                                                  |

| Blason de Wortegem-Petegem | Blason  | D'argent à la croix d'azur. D'argent à trois quintefeuilles de gueules sur le tout. L'écu timbré d'une couronne à sept perles d'or. |
| Blason de Wortegem-Petegem | Détails | DM 25.02.1986 - DM 01.07.1986 - MB 03.12.1987                                                                                       |

## Z
| Blason de Zele | Blason  | D'or, à deux macques de gueules, posées sur une terrasse isolée de sinople, les manches passés en sautoir. |
| Blason de Zele | Détails | DM 24.11.1837 - AR 28.10.1840 note: Blasonnement en Français.                                              |

| Blason de Zelzate | Blason  | Coupé: 1. D'or au lion issant de sable tenant de la dextre une aigle bicéphale du même. 2. De sinople au pal d'argent. |
| Blason de Zelzate | Détails | DM 21.05.1992 - DM 06.10.1992- MB 21.06.1994                                                                           |

| Blason de Zingem | Blason  | Ecartelé: 1. et 4. D'argent à une aigle de sinople, becquée, languée, membrée et onglée de gueules. 2. et 3. D'azur au sautoir d'or, accompagné de quatre besants du même. |
| Blason de Zingem | Détails | DM 19.09.1984 - DM 01.04.1985 - MB 08.07.1986 |

| Blason de Zomergem | Blason  | Oarti: 1. D'azur au chef d'argent chargé de trois pals de gueules. 2. D'or à la bande échiquetée de trois rangées d'argent et de sable. |
| Blason de Zomergem | Détails | DM 07.05.1987 - DM 07.07.1987 - MB 03.12.1987                                                                                           |

| Blason de Zottegem | Blason  | D'azur au lion d'or.                          |
| Blason de Zottegem | Détails | DM 14.03.1990 - DM 09.10.1990 - MB 25.09.1991 |

| Blason de Zulte | Blason  | De sinople à trois rencontres de cerfs d'or. ecusson: D'azur à trois feuilles de mûrier retournées d'or. L'écu timbré d'un cygne d'argent. |
| Blason de Zulte | Détails | DM 21.02.1985 - DM 07.05.1985 - MB 08.07.1986                                                                                              |

| Blason de Zwalin | Blason  | Écartelé 1. D'or à un lion de sable armé et lampassé de gueules, à la bordure engrêlée de gueules 2. De gueules à trois clefs d'or 3. D'azur à un lion fascé d'argent et de gueules de sept pièces, armé, couronné et lampassé d'or 4. D'or à un lion de sable armé, couronné et lampassé de gueules, à une cotice brochant sur le tout. Chevronné d'or et de gueules de douze pièces sur le tout. |
| Blason de Zwalin | Détails | DM 25.03.1980 - AR 03.09.1980 - MB 16.10.1980 (sans le blasonnement). |